# Lejonslätten

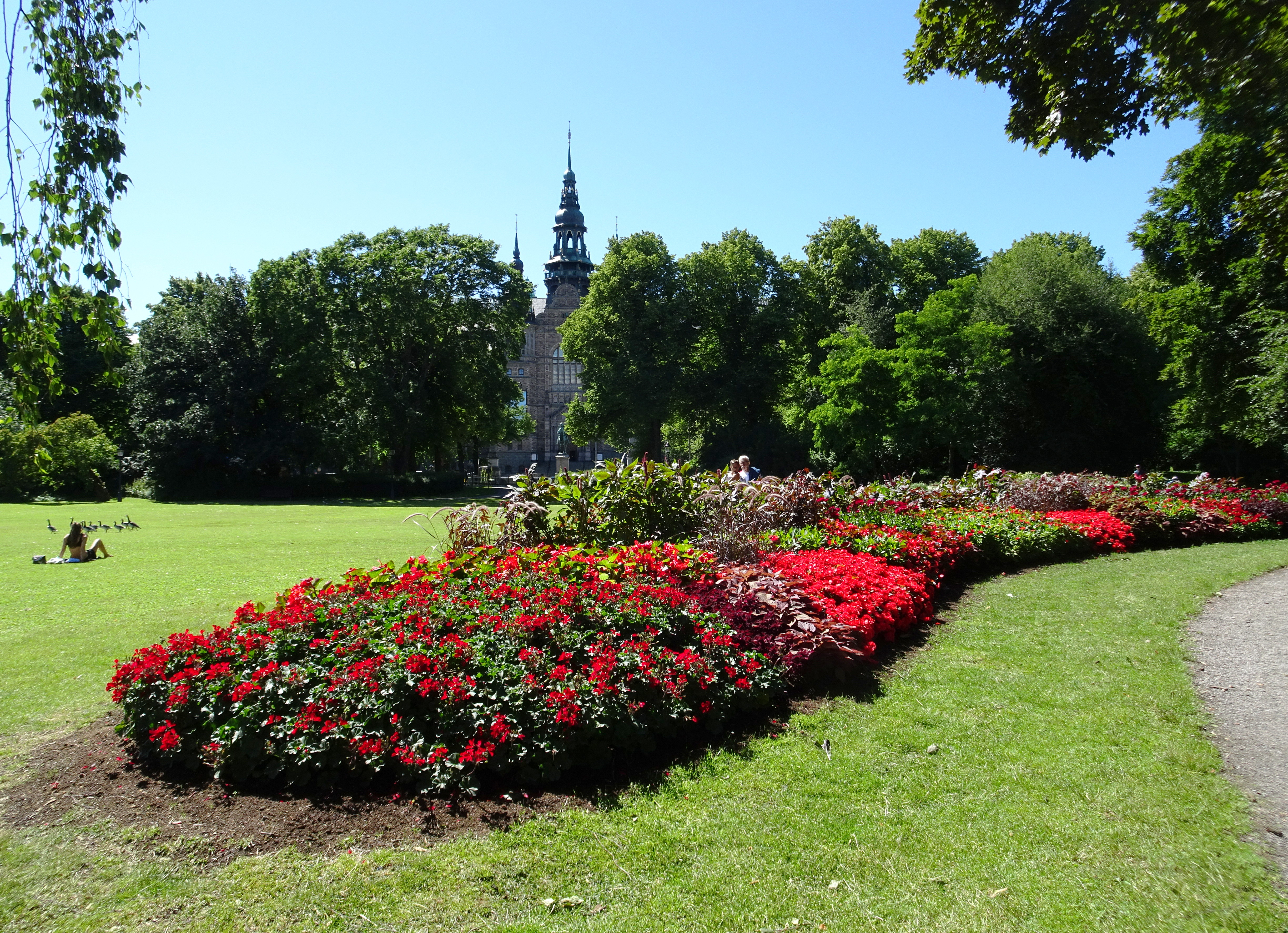
Lejonslätten i juli 2020.

Lejonslätten kallas ett parkområde på Södra Djurgården beläget öster om Nordiska museet och Djurgårdsvägen i Stockholm. 

## Historik

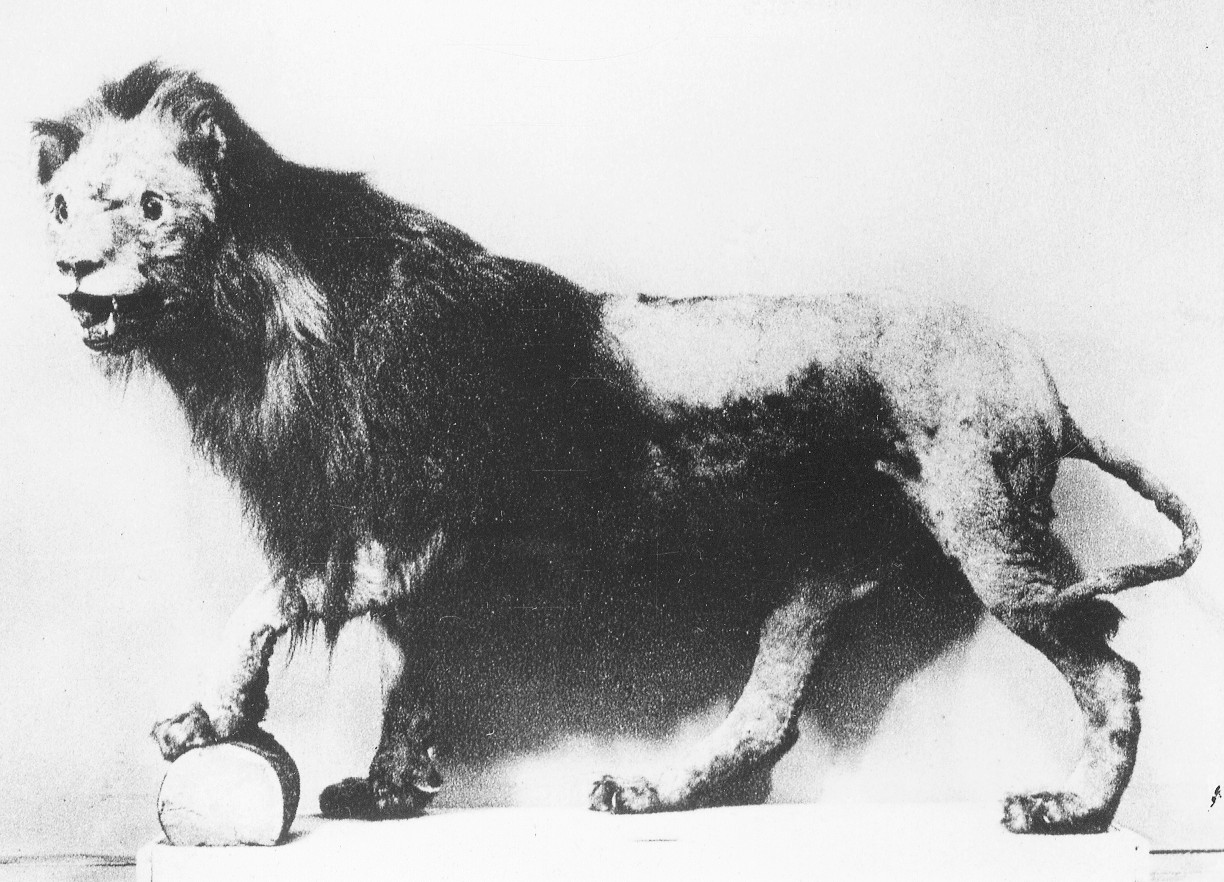
Lejonslättens sista lejon.

Namnet härrör från 1700-talet, då djurhetsning var ett kungligt nöje på Djurgården. Lejon och björnar fick utkämpa en strid på liv och död till hovets stora förtjusning. "Leijon-Kuhlan" där lejonen förvarades låg nordväst om nuvarande Nordiska museet. Djurhetsning med lejon inleddes under Drottning Kristina som fått lejon i krigsbyte från Prag. Hanteringen fortsatte fram till 1792 då sköts det sista lejonet av  överjägmästare Erland Ström (far till Israel af Ström), samma år som Gustav III sköts ihjäl. Lejonet stoppades upp och finns idag på Naturhistoriska riksmuseet.
Området kallades senare Blekareplatsen efter blekning av linnevävar som lades ut här för blekning i solen. Området var 1897 plats för Allmänna konst- och industriutställningen. Största byggnad vid Lejonslätten är Biologiska museet. Där finns även Charles Fribergs ryttarstaty i brons över Karl XV från 1909.